# Delft
Delft er en by og kommune i provinsen Syd-Holland (Zuid-Holland) i Nederland der ligger halvvejs mellem Rotterdam og Haag. Den er primært kendt for dets typiske hollandske centrum med kanaler, maleren Johannes Vermeer, Delftfajance, Delft Teknologiske Universitet og dets forbindelse til det kongelige hus Orange-Nassau.

## Historie
Byen kan spores tilbage til det 13. århundrede. Den fik købstadsrettigheder i 1246.
Forbindelsen mellem huset Orange-Nassau og Delft begyndte, da William af Orange (Willem van Oranje) bosatte sig der i 1562. William ledede kampen mod Spanien i firsårskrigen.
Delft var en af de ledende byer i Holland og var udrustet med den nødvendige bymur for at tjene som hovedkvarter. Da William blev dræbt af et skud af Balthazar Gerards i 1584, var familiens traditionelle begravelsessted i Breda i hænderne på spanierne. Derfor blev han begravet i Den nye kirke i Delft. Hans begravelse indledte den tradition, som stadig eksisterer.
12. oktober 1654 blev byen svært skadet og over 100 mennesker dræbt i Delft-eksplosionen, da et krudtdepot eksploderede. Mange af byens beboere var dog heldigvis udenbys, enten på marked i Schiedam eller på messe i Haag. Kunstneren Egbert van der Poel malede adskillige billeder af Delft efter eksplosionen.